# Jopen Extra Stout
Jopen Extra Stout is een Nederlands bier van hoge gisting.
Het bier wordt gebrouwen in Brouwerij Jopenkerk te Haarlem. 
Het is een zwart bier, type stout met een alcoholpercentage van 5,5%.

## Prijzen
- European Beer Star 2010 – zilveren medaille in de categorie Dry Stout
- European Beer Star 2013 - gouden medaille in de categorie Dry Stout
- World Beer Awards 2013 - gouden medaille in de categorie Europe - Stout